# Jun'ichi Kanemaru
Junichi Kanemaru (金丸 淳一, Kanemaru Junichi), né le 27 octobre 1962 à Kōfu dans la préfecture de Yamanashi, est un seiyū. Il travaille pour 81 Produce.

## Rôles
- Dragon Ball GT : Sugoroku
- Sonic X : Sonic
- Sonic the Hedgehog : Sonic
- The Bush Baby (Andrew)
- Détective Conan (Master)
- Digimon Tamers (Ryo Akiyama)
- Earth Maiden Arjuna (Prof d'anglais)
- Future GPX Cyber Formula (Hayato Kazami)
- Hell Teacher Nūbē (Shūichi Shirato)
- High School! Kimengumi (Yorikane, Waseda, Ken'ichi Otonari)
- I Can Hear the Sea (Okada)
- Magic Knight Rayearth (Zazu)
- Mahōjin Guru Guru (Prince Zabūn)
- Marmalade Boy (Ginta Suō)
- Mushiking: King of the Beetles (Bū)
- Nintama Rantarou (Raizō Fuwa)
- O~i! Ryoma (Taisuke)
- Pokémon Advanced Generation (Harley)
- Sailor Moon (Asai)
- Sailor Stars (DJ Jack)
- Sexy Commando Gaiden: Sugoiyo! Masaru-san (Okometsubu Fujiyama (Fūmin))
- Tsuide ni Tonchinkan (Chinpei Hatsuyama)
- Tsurupika Hagemaru (Kondo Masaru)
- Yawara! A Fashionable Judo Girl (Kōno)
- Pyū to Fuku! Jaguar (Kyohiko Saketome a.k.a. Piyohiko)
- Héros de Dragon Quest IV
- Shout Out Loud! (Shino Hasae)
- Future GPX Cyber Formula series (Hayato Kazami)
- Otaku no Video (Inoue)
- Digimon Tamers: Runaway Locomon (Ryo Akiyama)
- Disney's Aladdin (Aladdin)
- Suite Precure♪ The Movie: Take it back! The Miraculous Melody that Connects Hearts (Natural)
- Zatch Bell! - Electric Arena 2 (Raiku-sensei)
- Mafuyu Hinasaki Fatal Frame
- Bakuryuu Sentai Abaranger (Hakkarasniper)
- Kamen Rider Den-O (Chameleon Imagin)
- Thomas the Tank Engine and Friends (Voice of Henry the Green Engine) (Saison 9)
- Budgie Le petit hélicoptère (Voix de Dell Don Nosey Bachoe et Wally)
- Hetalia (German Simulator Narrator)
- Dora l'exploratrice (Voix de Chipeur)
- Insektors (Fulgor)
- Manny et ses outils (Pat)